# Henicorhina negreti
El cucharero de Munchique (Henicorhina negreti) es una especie de ave de la familia Troglodytidae, descrita por primera vez en el año 2003. Fue observada por Steven Hilty en el año 1980 pero fue descrita detalladamente gracias a los estudios de Paul Salaman, Paul Coopmans Thomas Donegan, Alex Cortes, Luis Ortega en el año 2001.

## Distribución
La especie solo habita en la zona del Parque nacional natural Munchique al oeste de los Andes en el "Área de Aves Endémicas" de Cauca, Colombia. La especie hace honor al ornitólogo colombiano Álvaro José Negret, fallecido en 1998.